# Siemens-Schuckert D.I
Die Siemens-Schuckert D.I war ein Kampfeinsitzer der deutschen Fliegertruppe im Ersten Weltkrieg.

## Entwicklung
Nachdem die Unterlegenheit der Fokker Eindecker gegenüber alliierten Jagdflugzeugen im Jahr 1916 immer deutlicher geworden war, wurden den deutschen Flugzeugfirmen erbeutete französische Nieuport 11-Jagdflugzeuge zur Verfügung gestellt, um nach dem Vorbild dieser Beuteflugzeuge neue Konstruktionen anzufertigen. Die Siemens-Schuckert-Werke hielten sich weitgehend an das französische Vorbild und bauten die D.I als fast naturgetreue Kopie der Nieuport nach, allerdings erforderte der verlängerte Propeller ein erhöhtes Fahrgestell, und auch der Hecksporn war zu einem abgerundeten Horn modifiziert. Die D.I erhielt den neuen Umlaufmotor Siemens-Halske Sh.I mit 110 PS; im Wesentlichen unterschied sich diese Maschine von ihrem Vorbild nur durch eine modifizierte Motorhaube und eine halbkugelförmige Propellerabdeckung.
150 wurden bestellt, aber die Lieferschwierigkeiten des Motors verzögerten die Fertigstellung. Daher wurde die ursprüngliche Bestellmenge storniert und in den beiden Werken in Berlin und Nürnberg nur 22 bzw. 73 D.I hergestellt.
Versuchsweise wurde noch zwei Prototypen einer Siemens-Schuckert D.Ia mit auf 16,20 m und einer D.Ib mit auf 19,20 m vergrößerter Spannweite und beide mit stärkerem Motor (130 PS) fertiggestellt, aber nicht in Serienfertigung gegeben. Weitere Entwicklungen führten über verschiedene D.II-Prototypen zur erfolgreichen D.III .

## Einsatz
Da das Flugzeug bei seinem Erscheinen an der Front 1917 bereits veraltet war, wurden die meisten D.I für die Pilotenausbildung verwendet, doch auch die Jastas (Jagdstaffeln) 7, 9, 11 und 14 und der Armee-Flugpark Süd hatten D.I in ihrem Bestand.

## Technische Daten
| Kenngröße                   | Daten                                      |
| --------------------------- | ------------------------------------------ |
| Baujahr                     | 1917                                       |
| Einsatzzweck                | Jagdflugzeug                               |
| Besatzung                   | 1                                          |
| Länge                       | 6,00 m                                     |
| Spannweite                  | 8,18 m                                     |
| Höhe                        | 2,59 m                                     |
| Flügelfläche                | 14,4 m²                                    |
| Leermasse                   | 444 kg                                     |
| Startmasse                  | 654 kg                                     |
| 1 luftgekühlter Umlaufmotor | Siemens-Halske Sh.I mit 110 PS (ca. 80 kW) |
| Höchstgeschwindigkeit       | 172 km/h                                   |
| Steigzeit auf 1000 m        | 3:30 min                                   |
| Steigzeit auf 2000 m        | 8 min                                      |
| Steigzeit auf 4000 m        | 24:30 min                                  |
| Dienstgipfelhöhe            | 5000 m                                     |
| Reichweite                  | 350 km                                     |
| Flugdauer                   | 2:20 h                                     |
| Bewaffnung                  | 1 MG                                       |